# فرانسوا مبيلي
فرانسوا مبيلي (بالفرنسية: François M'Pelé) (مواليد 13 يوليو 1947) هو لاعب كرة قدم كونغولي محترف سابق لعب كمهاجم. في عام 2006، تم اختياره من قبل الاتحاد الإفريقي لكرة القدم كواحد من أفضل 200 لاعب كرة قدم إفريقي في الخمسين عامًا الماضية. 